# Isobel Campbell
Isobel K. Campbell (Glasgow, 27 de abril de 1976) é uma musicista e cantora britânica.
Na adolescência começou a tocar violoncelo porque "não gostava de ver no piano o reflexo do professor". Formou-se em Música e sua primeira e única banda foi o Belle & Sebastian. Ela sempre quis participar de uma, mas nunca havia conseguido porque, como mulher, "não podia tocar guitarra direito" e também porque não tem "uma voz poderosa".
O convite para participar do Belle & Sebastian veio após conhecer Stuart Murdoch, vocalista e guitarrista, numa festa de ano novo. Os dois chegaram a namorar por três anos e foi exatamente durante esse período que ela mais participou do grupo. Apesar de, na sua opinião, os melhores dias deles terem sido enquanto eram simples desconhecidos. Além de contribuir como compositora, Isobel participava ativamente dos discos e dos espetáculos, tocando vários instrumentos, como piano, violão, teclado e flauta, além de cantar sozinha e de dividir os vocais de apoio com a violinista Sarah Martin. A moça chegou, inclusive, a participar da direção de alguns clipes dos escoceses. É notável observar que os melhores dias do Belle & Sebastian foram quando Isobel fazia parte deles. Sua contribuição, mesmo que apenas a da sua personalidade forte, foi decisiva para a formação musical da banda, e sua saída fez com que um novo rumo fosse tomado. Ela deixou o grupo em 2002, após o lançamento do álbum "Storytelling" e seguiu carreira-solo. Seu disco de estréia, "Amorino", saiu em outubro de 2003 e mostra todo o seu potencial como compositora. Mas esta não foi a sua primeira incursão pelo mundo solo. Em 1999 Isobel formou um grupo chamado The Gentle Waves que, na verdade, era apenas ela. Eles lançaram dois discos, "The Green Fields Of Foreverland…" (1999) e "Swansong For You" (2000).
Recentemente ela se uniu ao pianista de jazz escocês Bill Wells e a parceria resultou no EP "Ghost Of Yesterday", em que os dois interpretam canções pouco conhecidas de Billie Holliday. A última empreitada da moça foi-se juntar ao ex-vocalista da banda grunge Screaming Trees, Mark Lanegan, para gravar o CD "Ballad Of The Broken Seas". O músico confessou ser seu fã. Durante a audição deste disco, fica bem evidente como a união entre doçura e força pode, sim, ficar bonita. Atualmente ela prepara seu mais novo trabalho, "Milk White Sheets".

## Discografia

### Álbuns
- The Green Fields of Foreverland (maio de 1999) (com The Gentle Waves)
- Swansong For You (outubro de 2000) (com The Gentle Waves)
- Amorino (outubro de 2003)
- Ballad of the Broken Seas (janeiro de 2006) (com Mark Lanegan)
- Milkwhite Sheets (outubro de 2006)
- Sunday at Devil Dirt (2008) (com Mark Lanegan)
- Hawk (2010) (com Mark Lanegan)

### Singles & EPs
- Weathershow - Single (abril de 1999) (com The Gentle Waves)
- Falling from Grace - Single (setembro de 2000) (com The Gentle Waves)
- Ghost of Yesterday - EP (julho de 2002) (com Bill Wells)
- Time Is Just the Same - Single (abril de 2004)
- Ramblin' Man - Single (janeiro de 2006) (com Mark Lanegan)
- Honey Child, What Can I Do? - Single (abril de 2006) (com Mark Lanegan)
- O Love is Teasin' - EP (maio de 2006)

### Com Belle & Sebastian
- Tigermilk, abril de 1996
- If You're Feeling Sinister, novembro de 1996
- Lazy Line Painter Jane, julho de 1997
- 3.. 6.. 9.. Seconds of Light, outubro de 1997
- The Boy with the Arab Strap, setembro de 1998
- This Is Just a Modern Rock Song, novembro de 1998
- Legal Man, maio de 2000
- Fold Your Hands Child, You Walk Like a Peasant, junho de 2000
- Jonathan David, junho de 2001
- I'm Waking Up to Us, novembro de 2001
- Storytelling, junho de 2002

### DVDs
- Fans Only, dezembro de 2003

### Participações especiais
- Arab Strap, Snow Patrol.